# Bredel
Bredel, Бредель — торговая марка, входящая в холдинг «Watson-Marlow Fluid Technology Group». Компания была основана в 1950 году в городе Bredel (Нидерланды) Клеином Бретелером. Название компании складывается из букв имени основателя и города основания (Klein BREteler, DELden).
Основная продукция завода Watson-Marlow Bredel — перистальтические шланговые насосы.
За время существования компания несколько раз меняла специфику своей деятельности, так с 1950 до 1961 годы компания работала на агропромышленном рынке и занималась производством различной сельскохозяйственной техники.
В 1961 году находясь на гране банкротства, компания принимает решение поменять профиль деятельности и переключиться на производство штукатурных машин для строительной отрасли.

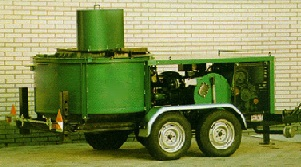
Штукатурная станция образца 1973 года.

Основными компонентами производимых штукатурных машин были ёмкость для смешивания сухих смесей и шланговый насос для осуществления нагнетания готовой смеси. Компания столкнулась с рядом сложностей связанных с надежностью насосов, покупаемых у сторонних производителей. Стремясь решить данные технические проблемы в 1973 году инженеры компании разработали собственный шланговый насос, который отличался более длительным ресурсом.  В течение 2-х лет специалисты компании пришли к выводу, что новый насос может найти применение во многих других отраслях. И уже в 1975 году шланговый насос под торговой маркой Бредель уже предлагался на рынке промышленного оборудования Нидерландов как отдельный продукт для перекачивания сложных, высоковязких и абразивных сред. Товар оказался востребованным на внутреннем рынке и с 1979 года начался его экспорт и развитие глобальной дилерской сети.
В 1997 году компания Bredel стала частью группы Spirax-Sarco Engineering и была переименована в Bredel Hose Pumps.
В 2010 году компания была опять переименована в Watson-Marlow Bredel.
Продукция компании продается в 70 странах мира, в 25 странах открыты собственные офисы.  Основные рынки сбыта: Европа- 30%, Северная Америка – 22%, Азия- 17%, Южная Африка- 9%.
Основные отрасли применения насосов Bredel: химическая, горно-обогатительная, водоочистка и водоподготовка, пищевая.
Компанией запатентованы следующие технологические решения:
- Конструкция прямого соединения «насос-привод»
- Конструкция шланга насоса с наличием упрочняющего корда